# Space Needle
La Space Needle (‘Aguja Espacial’)  es una torre ubicada en Seattle, Washington, y es un símbolo de esa región del país. Fue inaugurada en 1962 en el centro de la ciudad para la Feria Mundial de Seattle de 1962. El proyecto fue idea de Edward E. Carlson e inspirado en la torre de telecomunicaciones de Stuttgart, en Alemania.
Es una estructura de 184 metros de altura y pesa unas 9550 toneladas, colocando el centro de gravedad de la torre apenas a un metro del nivel del suelo. Para llegar a la cima es necesario tomar un ascensor que tarda tan sólo unos segundos en subir. Actualmente es un restaurante giratorio, desde donde se puede apreciar toda la ciudad de Seattle.
Está construida para soportar vientos de hasta 320 km/h y terremotos de hasta magnitud 9.5 en la escala de magnitud de momento.

## Estructura

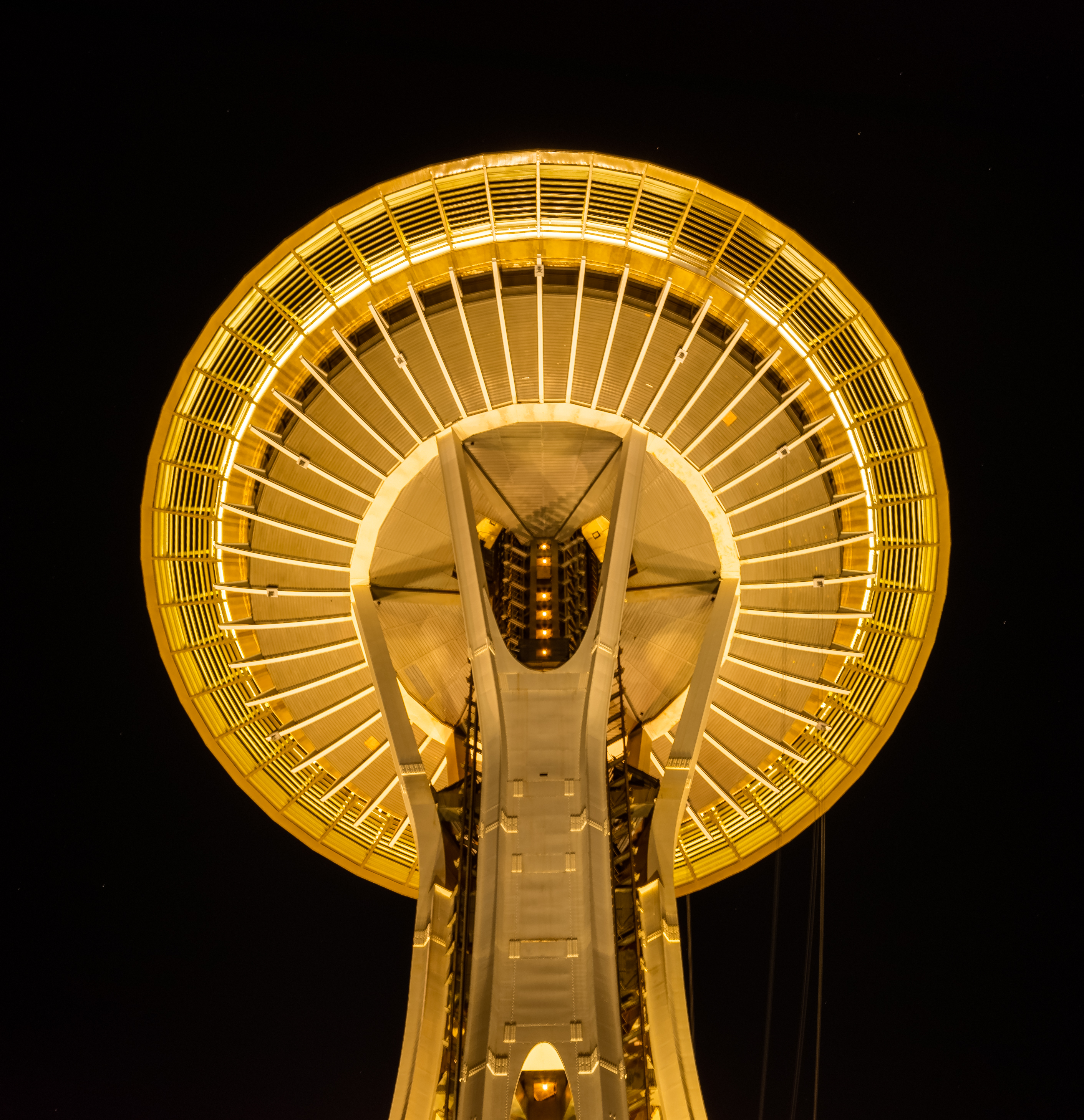
Vista desde la base.

La torre también cuenta con 25 pararrayos en el techo para evitar daños por relámpagos. La Aguja Espacial de Seattle cuenta con una plataforma de observación a 520 pies (160 m), y una tienda de regalos con el restaurante giratorio SkyCity a 500 pies (152 m). Desde lo alto de la aguja, se puede ver no sólo el centro de Seattle, sino también los Montes Olímpicos y las Montañas de la cordillera de las Cascadas, el Monte Rainier, Monte Baker, Elliott Bay y las islas circundantes. Las fotografías de los rascacielos de Seattle a menudo muestran el Space Needle en un lugar destacado, aparece la torre por encima del resto de los rascacielos de la ciudad, así como el Monte Rainier al fondo. Esto se debe a que la torre, que es equivalente en altura a un edificio de 60 pisos, está alrededor de cuatro quintas partes de una milla (1,3 km) al noroeste de la mayoría de los rascacielos del centro.
Los visitantes pueden llegar a la cima de la Aguja Espacial a través de ascensores que viajan a 10 mph (16 km / h). El viaje dura 43 segundos, y algunos turistas tienen que esperar en largas colas de una hora para subir a la cima de la torre. En días de viento, los ascensores se desaceleran a una velocidad de 5 millas por hora (8 km / h). El Space Needle fue designado un hito histórico el 19 de abril de 1999 por la Junta de Monumentos de la Ciudad de Preservación.

## Historia
Durante décadas, el disco flotante de la torre albergó dos restaurantes a 152 m (500 pies) por encima del suelo: el restaurante Space Needle, que fue llamado originalmente ojo de la aguja y el Suite Esmeralda. Ambos fueron cerrados en el año 2000 para dar paso al SkyCity, un restaurante más grande especializado en gastronomía del noroeste del Pacífico. Gira 360 grados en exactamente cuarenta y siete minutos.  En 1993, los elevadores fueron sustituidos por nuevas versiones computarizadas. Los nuevos ascensores descienden a una velocidad de 16 km/h. El 31 de diciembre de 1999 (víspera del Año Nuevo), se inauguró un potente haz de luz emplazado en la cima de la torre y dirigido hacia el cielo. Se llama la Luz heredada o Skybeam, y es alimentado por lámparas de en total 85 millones de velas, para honrar a las fiestas nacionales y eventos especiales de Seattle. El concepto de este elemento se derivó del cartel de la Exposición Universal de 1962, que representaba a la torre como una fuente de luz, aunque no se incorporó en el diseño original. Es algo controvertido debido a la contaminación lumínica que genera. Originalmente planeado para encenderse 75 noches al año, por lo general ha sido usado menos de una docena de veces al año. Del 11 al 22 de septiembre de 2001 se mantuvo encendido durante doce días en respuesta a los atentados del 11 de septiembre de Nueva York.
El cartel original de la Exposición Universal de 1962 mostraba una entrada en espiral que conducía al ascensor, pero esto también fue omitido en los planos de construcción definitivos. La escalera se reemplazó por una nueva en un pabellón de dos pisos cerrado con acristalamiento. Algunos consideran que el diseño de este nivel se asemeja al de un nautilus.

## Datos relevantes
- Hay 60 pisos en total desde el sótano hasta los restaurantes de la plataforma de observación. Aproximadamente a 605 pies (184 m)
- La Aguja Espacial (Space Needle) fue el edificio más alto al oeste del río Misisipí en el momento en que fue construido por Howard S. Wright Construction Co., pero ahora eclipsada por otras estructuras a lo largo del horizonte de Seattle, entre ellos el Centro de Columbia, a 302 m.
- A diferencia de muchas otras estructuras similares, como la Torre CN en Toronto, la torre Space Needle no se utiliza para fines de radiodifusión.